# Andrea Aiuti
Andrea Aiuti (1849. – 1905.) bio je talijanski biskup i kardinal.
Dodijeljen mu je 12. studenog 1903. kardinalski naslov hrvatske crkve svetog Jeronima u Rimu. Umro je 28. travnja 1905. godine.

### Članci
- Bogdan, Jure. 2005. Hrvatska crkva svetog Jeronima u Rimu i njezini kardinali naslovnici. Crkva u svijetu. Sveučilište u Splitu - Katolički bogoslovni fakultet. Split. 40 (2): 187–205